# Przasnysz (gmina wiejska)
Przasnysz (daw. gmina Karwacz) – gmina wiejska w województwie mazowieckim, w powiecie przasnyskim. W latach 1975–1998 gmina położona była w województwie ostrołęckim.
Siedziba gminy to Przasnysz.
Według danych z 30 czerwca 2004 gminę zamieszkiwało 7189 osób.
Na terenie gminy funkcjonuje lądowisko Przasnysz-Sierakowo.

## Struktura powierzchni
Według danych z roku 2002 gmina Przasnysz ma obszar 183,91 km², w tym:
- użytki rolne: 78%
- użytki leśne: 16%

Gmina stanowi 15,1% powierzchni powiatu.

## Demografia

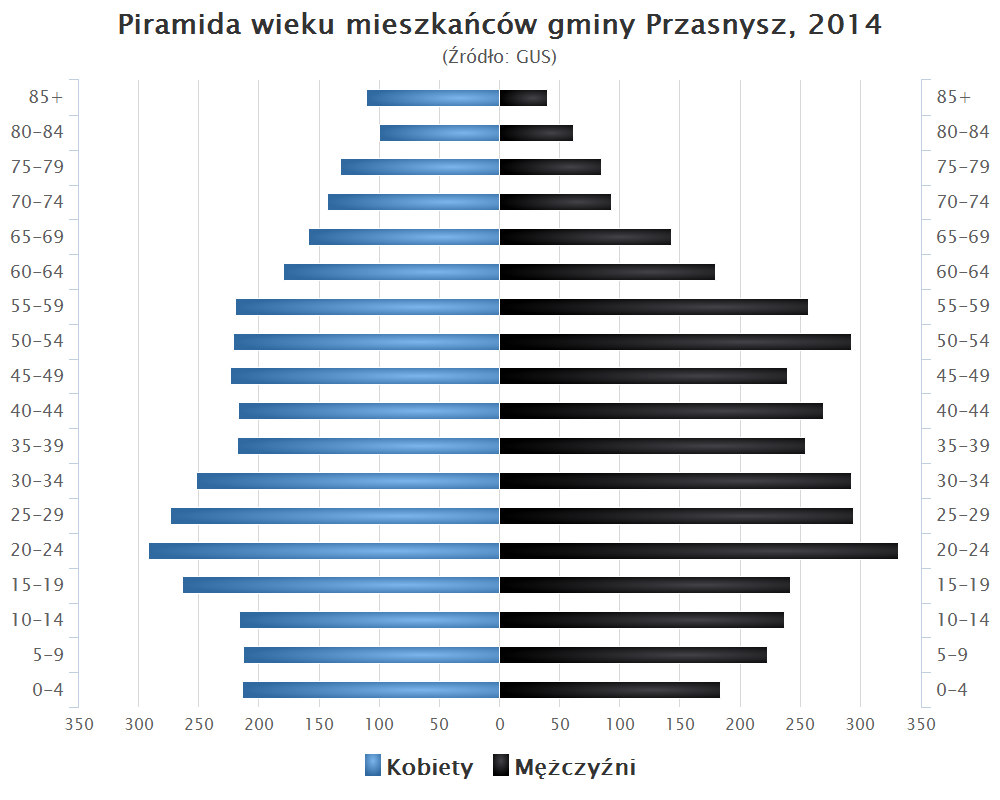
Piramida wieku mieszkańców gminy Przasnysz w 2014 roku

Dane z 30 czerwca 2004:
| Opis                              | Ogółem | Ogółem | Kobiety | Kobiety | Mężczyźni | Mężczyźni |
| --------------------------------- | ------ | ------ | ------- | ------- | --------- | --------- |
| jednostka                         | osób   | %      | osób    | %       | osób      | %         |
| populacja                         | 7189   | 100    | 3535    | 49,2    | 3654      | 50,8      |
| gęstość zaludnienia (mieszk./km²) | 39,1   | 39,1   | 19,2    | 19,2    | 19,9      | 19,9      |

## Sołectwa
Bartniki, Bogate, Cierpigórz, Dębiny, Dobrzankowo, Emowo, Fijałkowo, Golany, Gostkowo, Góry Karwackie, Grabowo, Karwacz, Kijewice, Klewki, Leszno, Lisiogóra, Mchowo, Mchówko, Mirów, Helenowo Nowe, Obrąb, Oględa, Osówiec Kmiecy, Osówiec Szlachecki, Sątrzaska, Sierakowo, Stara Krępa, Helenowo Stare, Szla, Trzcianka, Wielodróż, Wyrąb Karwacki, Zakocie, Zawadki.

## Pozostałe miejscowości
Annopol, Brzezice, Cegielnia, Frankowo, Helenowo-Gadomiec, Janin, Józefowo, Karbówko, Księstwo, Kuskowo, Mirów, Nowa Krępa, Patołęka, Polny Młyn, Święte Miejsce, Wandolin, Wygoda.

## Sąsiednie gminy
Czernice Borowe, Jednorożec, Krasne, Krzynowłoga Mała, Płoniawy-Bramura, Przasnysz